# K-5 (misil)
K-5 es un misil balístico lanzado desde submarinos en desarrollo por la Organización de Investigación y Desarrollo de Defensa de la India. El misil balístico intercontinental tiene un alcance previsto de entre 5.000 y 6.000 kilómetros.

## Descripción
El K-5 es un misil balístico lanzado desde submarino. El misil consta de tres etapas separadas y utiliza propulsor sólido para cohetes. Está previsto que tenga un alcance de alrededor de 5.000 a 6.000 km (3.100 a 3.700 millas). El misil podrá transportar una carga útil de dos toneladas. Se está desarrollando para igualar el alcance del misil Agni-V. Estará equipado en los submarinos de la clase Arihant con nombre en código S4.
El K-5 estará equipado con contramedidas para evitar la detección de radar y será el misil más rápido de su clase.

## Desarrollo
El K-5 está siendo desarrollado por la Organización de Investigación y Desarrollo de Defensa (DRDO). El desarrollo del misil comenzó en 2015. Después de completar el desarrollo del K-4 en enero de 2020, el DRDO cambió su enfoque hacia el desarrollo del K-5.
En diciembre de 2018, estaban en marcha los preparativos para la primera prueba del misil. En octubre de 2020, Hindustan Times informó que el misil está actualmente en desarrollo y se espera que sea probado en 2022.